# 劲漫画
《劲漫画》，前身《漫迷》，是广西出版传媒集团和讲谈社的合资公司北京劲星文化有限公司主办、广西科学技术出版社出版的漫画杂志。
吉祥物由漫画家真岛浩设计。

## 概要
于2012年5月25日创刊的少年漫画月刊，全彩印刷，120页，大16开。定价8元，创刊1-3号推广价5元。
以10岁以上的青少年读者为主要目标客户群。
官网开通的同时，展开劲漫画中国原创漫画新人奖征稿活动。
邮发代号：48-106
官方于2015年8月5日宣布，杂志自第40期起停刊，劲漫杯新人奖的征稿与评选仍将正常进行。

## 刊物风格
主要刊登以“愉快、爽快、感动”为特点的中国漫画原创作品，同时为中国漫画界新人提供崭露头角的机会。
虽然是全彩印刷，但亦有黑白漫画作品。版式四拼一、一拼一兼具，以前者为主。

## 主要连载作品
- 连载中作品以粗体表示。
- 不含中短篇及合辑作品。
- 排序依刊载顺序及刊号为顺。

|  |

|    | 作品名                          | 漫画           | 原作                   | 开始                      | 完结/休载                 | 附注                                 |
| -- | ------------------------------- | -------------- | ---------------------- | ------------------------- | ------------------------- | ------------------------------------ |
| 1  | Naga之血                        | 李雷雷         |                        | 2012年6月号 2012年5月25日 | 2013年7月号 2013年6月25日 |                                      |
| 2  | 核心防卫 HEART DEFENCE          | Dr.K           |                        | 2012年6月号 2012年5月25日 | 连载中                    |                                      |
| 3  | 巡狩者                          | 窗外都是花     |                        | 2012年6月号 2012年5月25日 | 连载中                    |                                      |
| 4  | 木柄毛梳                        | 猫鱼           | AYAKI                  | 2012年6月号 2012年5月25日 | 连载中                    |                                      |
| 5  | 小英雄春韵                      | 莲华堂         |                        | 2012年6月号 2012年5月25日 | 已完结                    |                                      |
| 6  | 糖果CANDY                       | 喜喜果         |                        | 2012年6月号 2012年5月25日 | 2013年4月号 2013年3月25日 |                                      |
| 7  | CARRIER携带者                   | NAVAR          |                        | 2012年6月号 2012年5月25日 | 连载中                    |                                      |
| 8  | 克蒙洛斯之眼The Eye of kumolous | Kface          |                        | 2012年6月号 2012年5月25日 | 连载中                    |                                      |
| 9  | MONSTER TRAINER                 | 邵宏鹏         |                        | 2012年7月号 2012年6月25日 | 连载中                    |                                      |
| 10 | 妄想战国志                      | 罂之乱舞       |                        | 2012年7月号 2012年6月25日 | 连载中                    |                                      |
| 11 | 我和她的这些那些                | 帜瑛           |                        | 2012年7月号 2012年6月25日 | 连载中                    |                                      |
| 12 | 朱红之梦                        | Rey            |                        | 2012年7月号 2012年6月25日 | 连载中                    |                                      |
| 13 | 动物园的战争                    | 黄冠钦         |                        | 2012年8月号 2012年7月25日 | 连载中                    |                                      |
| 14 | 飓风13号                        | 杨小花         |                        | 2013年1月号 2013年1月25日 | 连载中                    |                                      |
| 15 | GO!BEAT                         | 统兵           |                        | 2013年1月号 2013年1月25日 | 连载中                    | 2012年10月号短篇《转校生》长篇连载化 |
| 16 | 飞篮 FLYING ERA                 | 李建           |                        | 2013年2月号 2013年3月1日  | 连载中                    |                                      |
| 17 | 猫咪老师                        | NEWREIN        |                        | 2013年2月号 2013年3月1日  | 连载中                    |                                      |
| 18 | 大唐飞行志                      | 李朝暮（主笔） | 颜开（编创&监制） 马鹿 | 2013年7月号 2013年6月25日 | 连载中                    |                                      |

## 漫畫獎

### 劲漫杯新人奖
劲漫杯新人奖，为劲漫画杂志所举办的中国原创漫画新人奖。前身为共举办2届的劲漫画中国原创漫画新人奖，第3届调整规则并改用现名。第4届征稿截稿日期为2015年8月31日。
征稿类型包括：
- 16页以上60页以下的漫画作品。
- 少于16页的短篇漫画作品以总页数高于16页的作品数投稿。
- 四格漫画作品需10篇以上。

奖项设置为：
- 金奖 - 1名，奖金20000元人民币，颁发奖状、奖杯，并获得赴日漫画研修机会。
- 银奖 - 人数不限，奖金10000元人民币，颁发奖状、奖杯。
- 铜奖 - 人数不限，奖金5000元人民币，颁发奖状、奖杯。
- 讲谈社特别奖 - 颁发奖状、奖杯，并获得赴日漫画研修机会。讲谈社特别奖可与其他奖项重合。

历届获奖者
- 第3届（2014年8月31日截止）
  - 金奖 - 《铁鼻子阿雄》 作者：牛奶中
  - 银奖 - 《猫星人的强袭》 作者：气球
  - 银奖 - 《达达》 作者：苏小五
  - 铜奖 - 《刀剑异闻录前传》 作者：九月麦田
  - 铜奖 - 《锁言之雨龙》 作者：星星火
  - 铜奖 - 《灯》 作者：二斯特洛夫斯基
  - 讲谈社特别奖 - 《恶魔小白》 作者：阿飞

### 劲漫画中国原创漫画新人奖
劲漫画中国原创漫画新人奖为劲漫画杂志所举办的中国原创漫画新人奖，首届于2012年随杂志创办举办，第2届于2013年6月号的周年刊开始征稿，第3届起调整规则，改为劲漫杯新人奖。
征稿类型包括：
- 长篇漫画作品：32页以上作品
- 短篇漫画作品：12-28页作品
- 四格漫画作品：10个作品以上

历届获奖者
- 第1届（2012年8月31日截止）
  - 长篇类
    - 大奖 - 《送霉气的魔女》　作者：核燃黑猫
    - 入选奖 - 《海的两端》　作者：火梦言
    - 入选奖 - 《Orz奥兹》　作者：ALEx
    - 佳作奖 - 《Libra Three》　作者：SHO

  - 短篇类
    - 大奖 - 《多顿》　作者：积木一二三+炽潮
    - 入选奖 - 《血脉》　作者：刘一手
    - 佳作奖 - 《卯兔使命》　原作：CUP 漫画：地铁男 DDN

- 第2届（2013年8月31日截止）
  - 长篇类
    - 大奖 - 《重生条件》　作者：Docurro
    - 入选奖 - 《猫的报恩》　作者：ALEx
    - 佳作奖 - 《笑靥》　作者：墨飞

  - 短篇类
    - 入选奖 - 《THE GREENS》　作者：BING
    - 入选奖 - 《明年夏天》　作者：周智
    - 佳作奖 - 《起床啦》　作者：LF独舞